# Alexander Goncharov

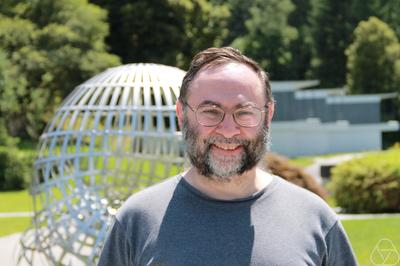
Alexander Goncharov

Alexander B. Goncharov (russisch Александр Борисович Гончаров, * 7. April 1960) ist ein sowjetisch-US-amerikanischer Mathematiker, der in algebraischer Geometrie, arithmetischer algebraischer Geometrie und Geometrie arbeitet.

## Leben
Goncharov erhielt 1976 auf der Mathematik-Olympiade die Goldmedaille. Er studierte an der Lomonossow-Universität in Moskau, wo er die Seminare von Israel Gelfand, Alexander Beilinson und Yuri Manin besuchte. 1982 machte er seinen Abschluss. 1985 bis 1992 war er an der Gruppe für Kybernetik der Akademie der Wissenschaften der UdSSR in Moskau. 1987 wurde er dort bei Israel Gelfand promoviert (Generalized conformal structures on manifolds). 1990 ging er in die USA. 1991 war er Harvard Prize Fellow an der Harvard University, 1992/3 am MSRI (und 2001), 1990 und 1992 Gastwissenschaftler am MIT, wo er 1993 bis 1995 Lecturer war. 1996 bis 1998 war er Professor am Max-Planck-Institut für Mathematik in Bonn und gleichzeitig ab 1996 Associate Professor an der Brown University. 1999 wurde er Professor an der Brown University, seit 2010 ist er Professor an der Yale University, ist aber regelmäßig als Gastwissenschaftler in Europa tätig (Max-Planck-Institut für Mathematik in Bonn, Institut des Hautes Études Scientifiques bei Paris).
Er arbeitete über die Theorie der Motive und Polylogarithmen in Zusammenhang mit dem Studium der motivischen Fundamentalgruppen algebraischer Kurven. Hier fand er einen Zusammenhang zwischen den motivischen Fundamentalgruppen der projektiven Geraden ohne Null, den Punkt im Unendlichen und den N-ten Einheitswurzeln und der Geometrie modularer Varietäten für die lineare Gruppe GL(N) für alle N. Außerdem fand er Zusammenhänge zwischen den motivischen Fundamentalgruppen und Feynman-Integralen aus der Quantenfeldtheorie. Er bewies Spezialfälle von Don Zagiers Vermutungen über den Zusammenhang von Polylogarithmen und Werten von Dedekind-Zetafunktionen an speziellen ganzzahligen Stellen und erweiterte diese zu nach ihm benannten Vermutungen (Vermutung von Goncharov), die Zusammenhänge zwischen algebraischer K-Theorie und der Kohomologie motivischer Komplexe knüpfen.
Er beschäftigte sich auch mit höherer Teichmüller-Theorie und ihrer Quantisierung sowie mit Integralgeometrie.
1992 erhielt er den EMS-Preis der europäischen Mathematikergesellschaft auf dem First European Congress of Mathematicians in Paris. 1994 war er Invited Speaker auf dem Internationalen Mathematikerkongress (Polylogarithms in arithmetic and geometry).

## Werke (Auswahl)
- Geometry of configurations, polylogarithms, and motivic cohomology. Adv. Math. 114 (1995), no. 2, 197–318.
- (mit A. M. Levin) Zagier's conjecture on L(E,2). Invent. Math. 132 (1998), no. 2, 393–432.
- Volumes of hyperbolic manifolds and mixed Tate motives. J. Amer. Math. Soc. 12 (1999), no. 2, 569–618.
- (mit P. Deligne) Groupes fondamentaux motiviques de Tate mixte. Ann. Sci. École Norm. Sup. (4) 38 (2005), no. 1, 1–56.
- (mit V. V. Fock) Moduli spaces of local systems and higher Teichmüller theory. Publ. Math. Inst. Hautes Études Sci. No. 103 (2006), 1–211.
- (mit V. V. Fock) The quantum dilogarithm and representations of quantum cluster varieties. Invent. Math. 175 (2009), no. 2, 223–286.
- (mit H. Gangl, A. Levin) Multiple logarithms, algebraic cycles and trees, in Pierre Cartier u. a. Frontiers in Number Theory, Physics and Geometry, Band 2, Springer Verlag 2007
- (mit V. V. Fock) Cluster ensembles, quantization and the dilogarithm. Ann. Sci. Éc. Norm. Supér. (4) 42 (2009), no. 6, 865–930.
- (mit R. Kenyon) Dimers and cluster integrable systems. Ann. Sci. Éc. Norm. Supér. (4) 46 (2013), no. 5, 747–813
- (mit T. Dimofte, M. Gabella) K-Decompositions and 3d Gauge Theories. ArXiv
- (mit J. Golden, M. Spradlin, C. Vergu, A. Volovich) Motivic Amplitudes and Cluster Coordinates. ArXiv
- Nima Arkani-Hamed, Jacob Bourjaily, Freddy Cachazo, Alexander Goncharov, Alexander Postnikov, Jaroslav Trnka: Grassmannian Geometry of Scattering Amplitudes, Cambridge UP 2016